# La polizia ringrazia
La Polizia ringrazia és una pel·lícula policíaca italiana del 1972 dirigida per Steno i protagonitzada per Enrico Maria Salerno. Ambientada a Itàlia durant els tumultuosos anni di piombo, la pel·lícula va tenir un gran èxit comercial.

## Repartiment
- Enrico Maria Salerno - Commissari Bertone
- Mariangela Melato - Sandra
- Franco Fabrizi	 - Francesco Bettarini
- Cyril Cusack - Antic Superintendent Stolfi
- Mario Adorf	- Fiscal Ricciuti
- Laura Belli	-	Anna Maria Sprovieri
- Jürgen Drews	-	Michele Settecamini
- Corrado Gaipa	- Advocat Armani

## Argument
El comissari Bertone és un el cap de la brigada criminal en una Roma controlada pel crim. A causa d'un sistema de justícia que protegeix els drets dels sospitosos i els ciutadans contra la policia, molts delictes queden impunes amb criminals que no són condemnats, i els delinqüents acaben al carrer. Tot i això, alguns dels delinqüents alliberats resulten morts. Bertone, que està investigant la mort d'una joiera a mans d'uns atracadors, descobreix que un grup organitzat de vigilants estan perseguint els criminals a qui la policia no pot condemnar. Un jove delinqüent atropellat després d'un atracament que li costa la vida de dos ciutadans és la propera víctima del sindicat, seguida d'un criminal més vell. Els vigilants comencen a tenir com a objectiu a prostitutes i homosexuals actius al carrer de nit, a més d'un líder sindical que va ser acusat d'assassinar un policia durant un motí, i fins i tot un criminal sota custòdia. Bertone intenta portar legalment al segon noi implicat en el robatori a la justícia, però els autodenominats botxins s'hi oposen i els seus propis oficials simpatitzen amb la "brigada de neteja".

## Estil
L'historiador de cinema italià Roberto Curti va declarar que molts crítics han considerat que La Polizia ringrazia és l'iniciador del gènere cinematogràfic "poliziottesco".
 Curti opinava que La Polizia ringrazia era només una continuació lògica de Confessione di un commissario di polizia al procuratore della repubblica de Damiano Damiani. La pel·lícula està acreditada per Stefano Vanzina, la primera vegada en la seva carrera que Vanzina havia abandonat el seu crèdit habitual de Steno que havia utilitzat des de 1949. La pel·lícula és també un canvi dràstic de la producció habitual de Steno, que consistia principalment en pel·lícules de comèdia.

## Producció
El guió i la història van ser escrits per Lucio De Caro i Steno. Steno a afirmar que el guió va ser escrit originalment per a un altre director, però "aleshores els meus companys tenien por de parlar malament de la policia". El paper principal a la pel·lícula va ser donat a Enrico Maria Salerno, però originalment se li havia ofert a Lando Buzzanca, one of Italy's most famous comedians at the time. La pel·lícula es va rodar al Centre Incom de Roma i a la ubicació de Roma.

## Estrena
La Polizia ringrazia va ser estrenada a Itàlia el 25 de febrer de 1972, on va ser distribuïda per PAC Va obtenir un total de 1.696.360.000 lires italianes en la seva estrena nacional. Curti va descriure la pel·lícula com un èxit inesperat a taquilla a Itàlia. Va ser estrenada a Alemanya Occidental el 17 de novembre de 1972 com Das Syndikat.

## Premis
Va rebre la Conquilla de Plata al millor director al Festival Internacional de Cinema de Sant Sebastià 1972.